# Arthur Budd
Pour les articles homonymes, voir Budd.
Pas d'image ? Cliquez ici

a Compétitions nationales et continentales officielles uniquement.

b Matchs officiels uniquement.
Dernière mise à jour le 26 mars 2025.
Arthur Jimmy Budd, né le 14 octobre 1853 à Bristol (Angleterre) et mort le 27 août 1899 à Londres (Angleterre), est un joueur international anglais de rugby à XV ayant évolué au poste d'avant.

## Biographie
Arthur Budd évolue pour le club de Clifton RFC de 1872 à 1876, puis il joue avec Ravenscourt Park en 1876, enfin les Edinburgh Wanderers en 1877-78 avant de rejoindre Blackheath RC. Il joue cinq matchs avec l'Angleterre. Il dispute son premier test match le 11 mars 1878 contre l'équipe d'Irlande et son dernier test match a lieu contre l'équipe d'Écosse le 19 mars 1981. Il participe au premier match entre l'Angleterre et le pays de Galles le 19 février 1881 inscrivant un essai.

## Statistiques en équipe nationale
- 5 sélections en équipe d'Angleterre, de 1878 à 1881
- 1 essai
- Sélections par année : 1 en 1878, 2 en 1879, 2 en 1881